# 1145

## Události
- založen cisterciácký klášter Hradiště
- první doložená pitva lidského těla v Číně

## Narození
Česko
- ? – Vojtěch III. Salcburský, syn českého knížete a krále Vladislava II., salcburský arcibiskup († 8. dubna 1200)
- ? – Vladimír Olomoucký, syn olomouckého údělného knížete Oty III. Dětleba († před r. 1200)

Svět
- ? – Amaury II. de Lusignan, král Kypru a král Jeruzaléma († 1. dubna 1205)
- ? – Marie Francouzská, regentka a hraběnka ze Champagne, dcera francouzského krále Ludvíka VII. († 11. března 1198)

## Úmrtí
- 15. února – Lucius II., papež (* ?)
- ? – Čang Ce-tuan, čínský malíř (* 1085)

## Hlavy států
- České knížectví – Vladislav II.
- Svatá říše římská – Konrád III.
- Papež – do 15. února Lucius II., poté Evžen III.
- Anglické království – Štěpán III. z Blois
- Francouzské království – Ludvík VII.
- Polské knížectví – Vladislav II. Vyhnanec
- Uherské království – Gejza II.
- Kastilské království – Alfonso VII. Císař
- Rakouské markrabství – Jindřich II. Jasomirgott
- Byzantská říše – Manuel I. Komnenos